# Schaffhauser Fernsehen

SHf est une chaîne de télévision locale suisse. Ses studios sont installés à Schaffhouse, dans le canton de Schaffhouse.

## Histoire de la chaîne
SHf a été créée en 1994 en une société anonyme.

## Organisation

### Diffusion
SHf est diffusée par câble dans tout le canton de Schaffhouse et partout en Suisse depuis début 2013.

## Émissions
La chaîne reprend en syndication les actualités de TeleZüri ainsi que quelques émissions produites par cette dernière telles que SwissDate ou Sonntalk.